# Justicia corumbensis
Justicia corumbensis là một loài thực vật có hoa trong họ Ô rô. Loài này được (Lindau) Wassh. & C. Ezcurra mô tả khoa học đầu tiên năm 1997.

## Hình ảnh

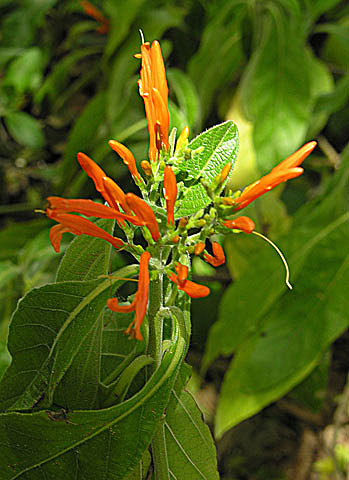
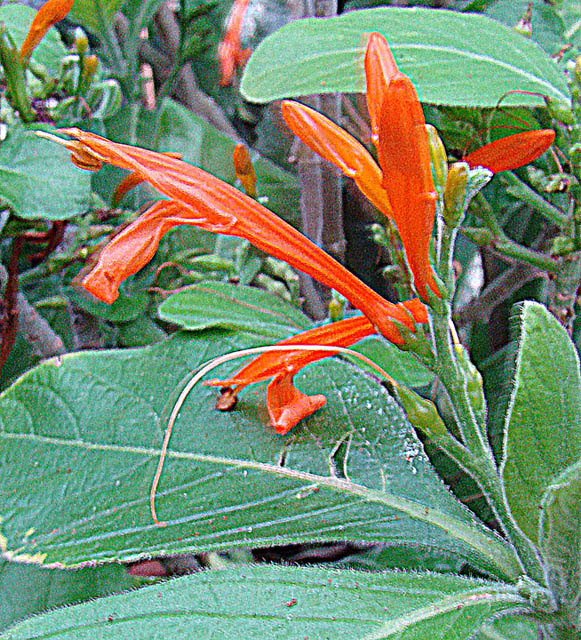